# Sunk Lake
Der Sunk Lake (englisch für Versunkener See) ist einer der zahlreichen zugefrorenen kleinen Süßwasserseen auf der antarktischen Ross-Insel. Der See liegt zwischen dem Deep Lake und der Küste am Kap Royds. 
Teilnehmer der Nimrod-Expedition (1907–1909) unter der Leitung des britischen Polarforschers Ernest Shackleton entdeckten und kartierten ihn. Seinen Namen verdankt der See dem Umstand, dass sein Wasserspiegel etwa 4,5 Meter unter dem Meeresniveau liegt.